# پانگ وی

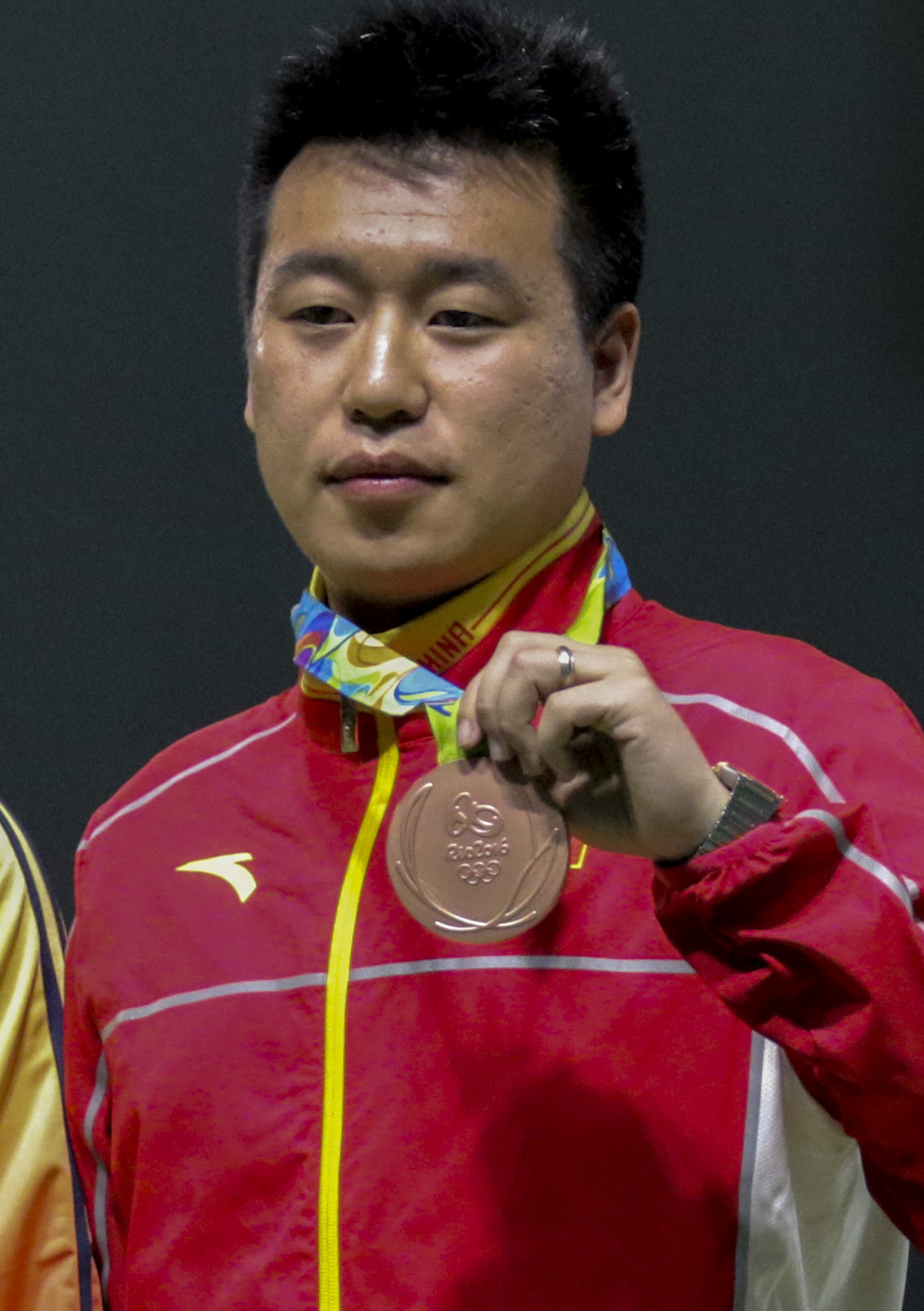
مدال برنز المپیک ۲۰۱۶ ریو

پانگ وی (به چینی: 庞伟) (زاده ۱۹ ژوئیه ۱۹۸۶ در بائودینگ، هِبِی) ورزشکار تیرانداز چینی است. وی برنده مدال طلا در المپیک پکن در رشته تیراندازی-۱۰ متر تپانچه بادی شد. هم‌چنین در المپیک ۲۰۱۶ در همین رشته به مدال برنز دست یافت.

## بازی‌های المپیک تابستانی ۲۰۰۸
پانگ وی مدال طلای تیراندازی با ۱۰ متر اسلحه کمری بادی را از آن خود کرد. او که اولین مدال کشور چین در رشته تیراندازی را گرفته بود، از اسپانسرهای چینی ۲٬۰۰۰٬۰۰۰ RMB معال USD$۲۹۲٬۶۰۰ پاداش دریافت کرد.

## حضور در میادین ورزشی
- قهرمانی جهان ۲۰۰۶ - اول ۱۰متر اسلحه کمری بادی؛
- فینال قهرمانی جهان ۲۰۰۷ - سوم ۱۰متر اسلحه کمری بادی؛
- بازی‌های بین شهری ملی ۲۰۰۷ - اول ۵۰m free pistol
- بازی‌های المپیک تابستانی ۲۰۰۸–۱۰متر اسلحه کمری بادی